# Cora van Nieuwenhuizen
Cornelia van Nieuwenhuizen-Wijbenga, detta Cora (Ridderkerk, 12 giugno 1963), è una politica olandese membro del Partito Popolare per la Libertà e la Democrazia. Già eurodeputata dal 2014 al 2017, dopo aver rassegnato le sue dimissioni dal Parlamento europeo e divenuta a partire dal 26 ottobre 2017 ministro delle infrastrutture e delle risorse idriche nel Governo Rutte III.

## Biografia

### Formazione
Laureata in geografia sociale all'Università di Utrecht (1987), ha studiato anche alla Nyenrode Business Universiteit e alla Tiasnimbas business school dell'Università di Tilburg. Ha lavorato, tra gli altri nel settore bancario e come assistente amministrativo.

### Ingresso in politica: deputata, eurodeputata e ministro
Si è unita al Partito Popolare per la Libertà e la Democrazia (VVD) di centrodestra. Negli anni 1994–2006 è stata consigliera comunale a Oisterwijk (negli anni 2002–2003 ha gestito il club dei consiglieri del partito). Dal 2003 al 2007 ha fatto parte degli Stati provinciali del Brabante Settentrionale, presidente della fazione VVD. Fino al 2010 ha fatto parte dell'esecutivo regionale.
Alle elezioni del 2010, è stata eletta alla Tweede Kamer, la camera bassa degli Stati generali. Nel 2012 si candida per una rielezione. Nel 2014, è stata eletta all'ottava legislatura del Parlamento europeo per conto del suo gruppo.
Nell'ottobre 2017 è diventata ministro delle infrastrutture e delle risorse idriche nel Governo Rutte III.

## Vita privata
Van Nieuwenhuizen è sposata con l'assessore di Rotterdam, Bert Wijbenga e ha quattro figli. 
È una grande fan del calcio e dal 1987 è membro del fan club della squadra di calcio olandese Feyenoord Rotterdam.